# Языки Маврикия
Конституция Маврикия не упоминает никаких официальных языков. В ней содержится только заявление в статье 49: «Официальным языком парламента является английский, но любой депутат может обращаться к председателю на французском языке», подразумевая, что английский и французский языки являются официальными языками парламента Маврикия. Тем не менее, большинство языков и лингва-франка в стране — контактные языки на французской основе и маврикийский креольский. Французский язык также является общим в образовании и доминирующим языком в СМИ. Согласно Франкофонии, 72,7 % маврикийцев в 2005 году были франкоязычными. По данным международной организации франкоязычных стран (МОФ) на 2018 год 73 % населения Маврикия владеет французским языком.

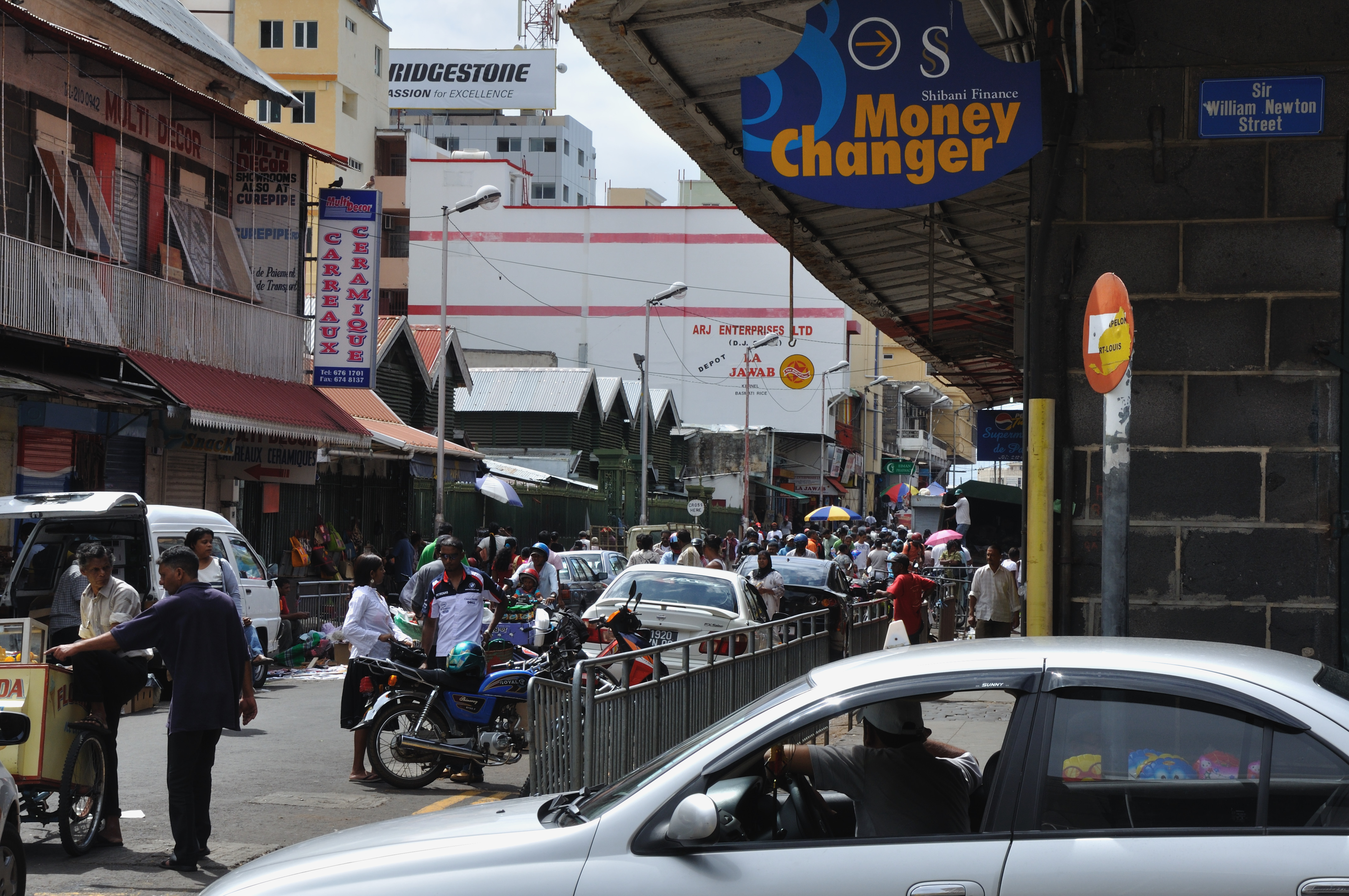
Английский и французский языки являются общими на вывесках на Маврикии

Будучи англоязычной и франкоязычной нацией, Маврикий является членом Содружества наций и Франкофонии.
Маврикийский креольский язык, на котором говорят 90 % населения, считается родным языком страны и используется чаще в неформальной обстановке. Он в XVIII веке был разработан рабами, использовавшими пиджин и взаимодействовавшими друг с другом, а также со своими французскими владельцами, которые не понимали различных африканских языков. Пиджин развивался вместе с последующими поколениями и стал случайным языком. Маврикийский креольский язык является контактным языком на французской основе из-за его тесных связей с французским произношением и словарём.
Произношение маврикийского креольского похоже на французское, но с несколькими существенными отличиями — в креольском нет постальвеолярных и фрикативных согласных и округлённых передних гласных, присутствующих во французском.
Только в Национальной ассамблее Маврикия официальный язык — английский, но любой член парламента может выступать и на французском языке. Английский общепринят как официальный язык Маврикия и как язык правительства и судебного бизнеса. Креольский является лингва-франка.
На Маврикии люди меняют языки в зависимости от ситуации. Креольский и бходжпури — главные языки, на которых говорят в быту, французский и креольский используются в бизнес-контексте, а английский используется больше всего в школе и правительстве. Французский и английский, которые уже давно имеют большой статус, пользовались преимуществом в образовательной и профессиональной обстановке. Кроме того, большинство газет и СМИ имеют версии на французском языке. Американские и другие англоязычные фильмы и программы телевидения показывают на Маврикии с дубляжом на французский язык. Когда франкомаврикийцы участвуют в разговоре с креольскими носителями, больше используется французский, чем креольский.
Другие разговорные языки Маврикия, включая бходжпури, тамильский, хинди, маратхи, урду, телугу, opия, китайский, которые представляют собой объединение нескольких индийских языков, на которых говорят ранние индийские поселенцы. Большинство маврикийцев по крайней мере двуязычны, если не трёхъязычны. Самыми ранними строителями, которые «привезли» французский язык, являлись тамилы индийского происхождения, которых использовали для строительства столицы Порт-Луис. Впоследствии, около 100 лет спустя, рабочие из других частей Британской Индии «привезли» английский язык. Арабский язык преподаётся в мечетях на Маврикии для изучения Корана.